# Penikkajärvi (sjö i Finland, Norra Österbotten, lat 65,77, long 29,63)
Penikkajärvi är en sjö i Finland. Den ligger i kommunen Kuusamo i landskapet Norra Österbotten, i den nordöstra delen av landet, 700 km norr om huvudstaden Helsingfors. Penikkajärvi ligger 256 meter över havet. Den är 10,2 meter djup. Arean är 3,42 kvadratkilometer och strandlinjen är 25,85 kilometer lång. Sjön  ingår i Ijo älvs huvudavrinningsområde. 